# Chrysophyllum sparsiflorum
Chrysophyllum sparsiflorum är en tvåhjärtbladig växtart som beskrevs av Johann Friedrich Klotzsch och Friedrich Anton Wilhelm Miquel. Chrysophyllum sparsiflorum ingår i släktet Chrysophyllum och familjen Sapotaceae. Inga underarter finns listade i Catalogue of Life.